# المطواف (الجميمة)

تعديل مصدري - تعديل

المطواف هي إحدى قرى عزلة مساهر مور بمديرية الجميمة التابعة لمحافظة حجة، بلغ تعداد سكانها 379 نسمة حسب تعداد اليمن لعام 2004.